# St. Peter (Immendorf)

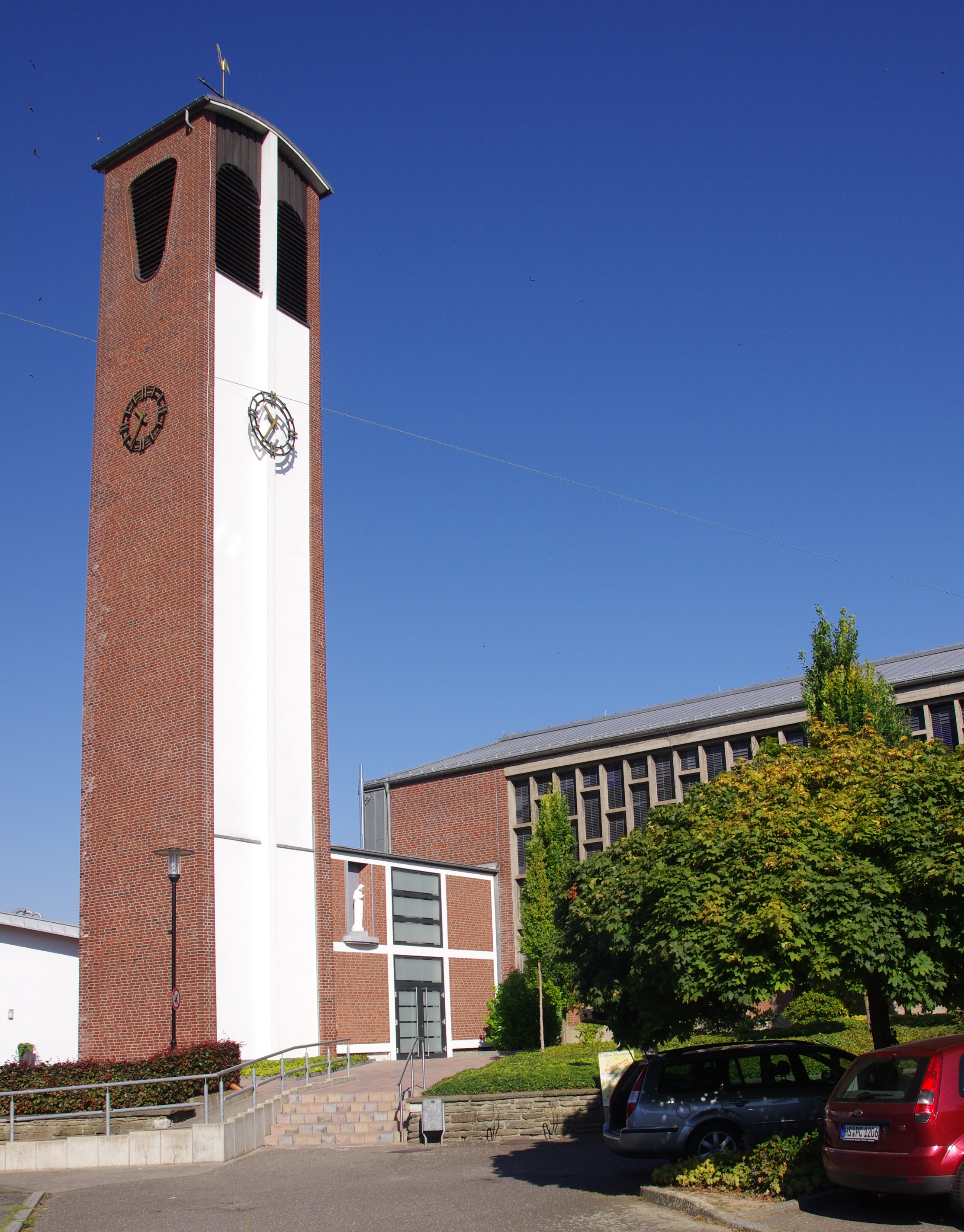
St. Peter in Immendorf

Die Kirche St. Peter im Ortsteil Immendorf in der Stadt Geilenkirchen in Nordrhein-Westfalen als Baudenkmal unter Denkmalschutz. Die Kirche St. Peter der gleichnamigen Pfarrei gehört zur Gemeinschaft der Gemeinden St. Bonifatius, Geilenkirchen in der Region Heinsberg des Bistums Aachen.

## Lage
Die dreischiffige Kirche an der Dürener Straße ist der Mittelpunkt des Ortes.

## Geschichte
Die erste Erwähnung einer Kirche zu Immendorf findet sich 1308 im Liber valoris, dem Werte-Buch der Kirchen der Diözese Köln. Turm und Chor stammen aus der Zeit um 1400, das Langschiff aus der Zeit um 1500.
Die dreischiffige, spätgotische Hallenkirche wurde im Zweiten Weltkrieg teilweise zerstört. Beim Wiederaufbau in den Jahren 1955/56 wurden die noch stehenden Gebäudeteile in den Neubau einbezogen. Es entstand eine neuzeitliche Kirche mit moderner Fensterverglasung und freistehendem Turm. Die feierliche Weihe war am 13. November 1960. Der Chorraum wurde 1975 umgestaltet. 

## Architektur
Die Ostchöre sind in Backstein gebaut. Daran schließt in voller Breite ein Stahlbetonbau an, wobei die Stahlbetonstützen die drei zerstörten Schiffe der Kirche andeuten. Die Westwand ist in Bruchstein errichtet, die Nord- und Südwand bestehen fast ganz aus buntem Glas. Nur schmale Längs- und Querrippen stabilisieren die Wände und verleihen ihnen ein wabenförmiges Aussehen. Im Westen schließt an die Südwand ein zweigeschossiger Verbindungstrakt, an dem der Turm angebaut ist. 

## Ausstattung
- Altar aus Blaustein, Taufstein aus dem Jahr 1650, Tabernakel, mehrere Heiligenfiguren aus Holz.
- Die Buntverglasung gestaltete Ludwig Schaffrath in den Jahren 1958–1959 (Fensterwände im Kirchenschiff) und 1975 (Fenster im Chor und in den Seitenchören)[2]
- Die Orgel mit 18 Registern auf zwei Manualen und Pedal sowie  elektrischer Traktur aus dem Jahre 1963 wurde von der Orgelbauanstalt Karl Bach aus Aachen gebaut.
- Am Kirchturm ist eine Turmuhr eingebaut.
- Im Kirchturm befinden sich zwei Glocken aus Bronze, die Gregorius van Trier aus Aachen im Jahr 1511 gegossen hatte:
  - Glocke 1 mit einem Durchmesser von 1028 mm und einem Gewicht von 650 kg klingt mit dem Schlagton fis’+5.
  - Glocke 2 mit einem Durchmesser von 935 mm und einem Gewicht von 430 kg klingt mit dem Schlagton gis’±0.